# Samsung Galaxy S10 Lite
Il Samsung Galaxy S10 Lite è uno smartphone Android prodotto da Samsung, facente parte della serie Galaxy S.
È stato presentato il 3 gennaio 2020 insieme al Samsung Galaxy Note 10 Lite ed è stato commercializzato a partire dallo stesso mese, poche settimane prima della presentazione della serie Galaxy S20.
Il prezzo di lancio di Galaxy S10 Lite è partito da 679€ in Italia; il dispositivo è disponibile nelle colorazioni Prism Black, Prism Blue e Prism White.

## Caratteristiche generali

### Hardware
Lo smartphone è caratterizzato da un pannello da 6,7" di tipo Super AMOLED Plus alla risoluzione di 2400 × 1080 pixel, protetto da vetro Corning Gorilla Glass 3+ e compatibile con lo standard HDR10+.
È equipaggiato con SoC Qualcomm Snapdragon 855, che garantisce prestazioni e durata della batteria superiori rispetto a quanto offerto sui Galaxy S10 del 2019 con SoC Samsung Exynos 9820.
È dotato di 128 GB di spazio di archiviazione espandibile (512 in alcuni mercati) fino a 1 TB e 6 o 8 GB di memoria RAM (LPDDR4X) a seconda della configurazione scelta.
Possiede fotocamere di qualità leggermente inferiore rispetto alla serie S10 principale. Sono presenti tre obiettivi fotografici disposti all'interno di un blocco rettangolare: un sensore principale da 48 MP con apertura f/2.0 dotato di stabilizzatore ottico, un sensore grandangolare da 12 MP (f/2.2) ed un ultimo sensore da 5 MP (f/2.4) dedicato alle fotografie macro. I filmati possono essere registrati in risoluzione UHD ad un massimo di 60 fps durante l'utilizzo del sensore principale. La fotocamera frontale è da 32 MP (f/2.2) e consente di registrare video in UHD ad un massimo di 30 fps.
Il dispositivo non è protetto da certificazione IP68 e la scocca è costruita in policarbonato, mentre le cornici sono realizzate in metallo. È sprovvisto del jack audio da 3,5 mm e del supporto alla ricarica wireless. È compatibile con la ricarica rapida via cavo fino a 45 W; tuttavia l'alimentatore incluso nella confezione di vendita supporta la ricarica solo fino a 25 W. La batteria ha una capacità massima di 4500 mAh.

### Software
Questo dispositivo, a differenza di tutti gli altri modelli della serie Galaxy S10, nasce direttamente con Android 10 e interfaccia One UI 2.0, poi aggiornata alla versione 2.1 e a settembre 2020 alla versione 2.5.
A partire dalla fine di dicembre 2020 inizia a ricevere Android 11 con One UI 3.0 in alcuni mercati, diventando così il primo dispositivo della serie Galaxy S10 a ricevere la nuova versione del software in versione stabile. L'aggiornamento è disponibile in Italia a partire dal 4 gennaio 2021. A partire da marzo 2021 (dal 26 febbraio per il solo modello spagnolo) riceve anche One UI 3.1.
Dal 5 gennaio 2022 lo smartphone comincia a ricevere l'aggiornamento ad Android 12 con One UI 4.0, partendo dal modello per il mercato spagnolo, e dalla fine di aprile 2022 riceve One UI 4.1.
Dalla fine di novembre 2022, viene pubblicato l'aggiornamento ad Android 13 con One UI 5.0, ancora una volta partendo dal modello spagnolo.
Il software di Galaxy S10 Lite presenta la maggior parte delle funzionalità avanzate presenti anche sugli altri dispositivi della serie S. Le principali differenze sono:
- l'assenza di Samsung DeX;
- modalità della fotocamera Pro e Video Pro presenti, ma in versione leggermente ridotta;
- la mancanza di alcune opzioni avanzate per la gestione della registrazione dei filmati e dell'audio;
- la mancanza di alcune voci relative alla gestione delle prestazioni del dispositivo all'interno del menu delle impostazioni avanzate della batteria;
- l'assenza di funzionalità strettamente legate a differenze hardware rispetto alla serie S10 standard, come ogni opzione relativa alla ricarica wireless.